# Jezioro Samińskie
Jezioro Samińskie – jezioro w woj. kujawsko-pomorskim, w powiecie brodnickim, w gminie Bartniczka, leżące na terenie Garbu Lubawskiego.
Akwen nie jest zagospodarowany turystycznie, ograniczeniem są tu trudno dostępne i zarastające brzegi, z roślinnością wodną zajmującą aż 80%. Do celów kąpieliskowych przydatnych jest tylko 9% długości linii brzegowej.

## Dane morfometryczne
Powierzchnia zwierciadła wody według różnych źródeł wynosi od 50,6 ha przez 52,5 ha do 55,6 ha.
Wymiary jeziora wynoszą:
- długość jeziora: 1860 m
- szerokość maksymalna: 380 m
- długość linii brzegowej 4500 m

Zwierciadło wody położone jest na wysokości 91,5 m n.p.m. Średnia głębokość jeziora wynosi 2,6 m, natomiast głębokość maksymalna 5,0 m.
W oparciu o badania przeprowadzone w 1993 roku wody jeziora zaliczono do III klasy czystości i poza kategorią podatności na degradację.

## Hydronimia
Według urzędowego spisu opracowanego przez Komisję Nazw Miejscowości i Obiektów Fizjograficznych (KNMiOF) nazwa tego jeziora to Jezioro Samińskie. W niektórych publikacjach jezioro to występuje pod nazwą Samin.